# エドゥアルト・フェンツル

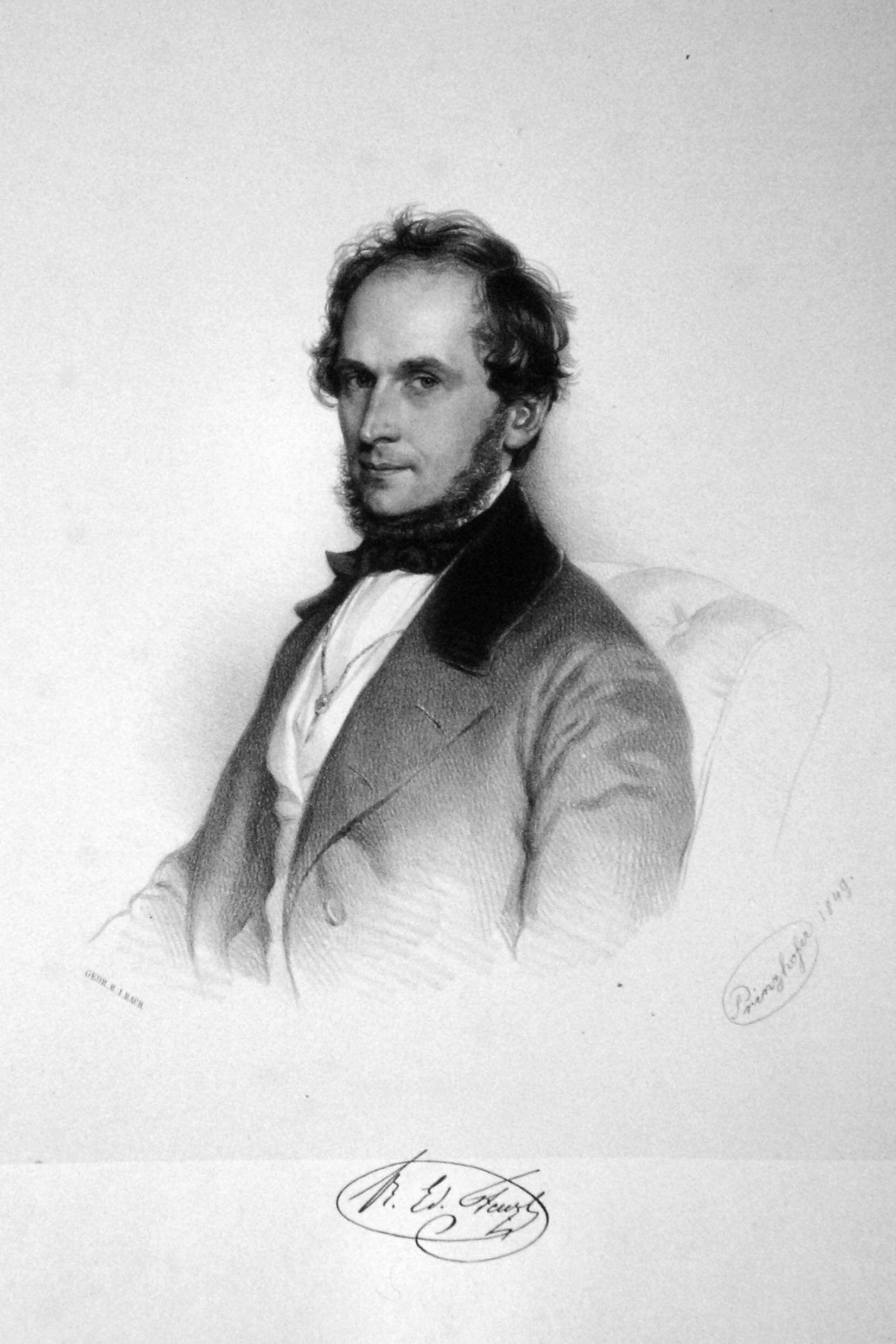
エドゥアルト・フェンツル

エドゥアルト・フェンツル（Eduard Fenzl、1808年2月15日 - 1879年9月29日）はオーストリアの植物学者である。

## 略歴
ニーダーエスターライヒ州のクルムヌスバウム（Krummnußbaum）で生まれた。1825年からウィーン大学で医学を学んだ。植物学への嗜好はナイルライヒ（August Neilreich）、レッテンバッハー（Ludwig Redtenbacher）ショット(Heinrich Wilhelm Schott)らと交流することによって高められた。1833年に卒業し、1836年まで植物学教授、ヨーゼフ・フランツ・フォン・ジャカンの助手を務めた。1840年から1878年まで、ウィーン自然史博物館の前身である王室博物庫（Hof-Naturalien-Cabinet）の学芸員を務め、1849年から1878年までウィーン大学の植物学の教授、ウィーン大学植物園の園長を務めた。1842年にドイツの科学アカデミーレオポルディーナの会員に選ばれた。シュテファン・エンドリヒャーの弟子で、エンドリヒャーの仕事を引き継いだ。
グレゴール・ヨハン・メンデルがウィーン大学に留学し、教員試験に落第した時のウィーン大学の教授の一人であるが、メンデルの研究を再発見したエーリヒ・フォン・チェルマクは、フェンツルの孫（義理の息子の鉱物学者、グスタフ・フォン・チェルマクの子）にあたる。
ウィーン動植物学会（Zoologisch-Botanische Gesellschaft）、オーストリア・アルペン協会（Österreichischer Alpenverein）の設立者の設立者の一人である。